# Lithobates
Lithobates — род бесхвостых земноводных из семейства настоящих лягушек. Включает 49 видов. Долгое время рассматривался как подрод бурых лягушек. Только в 2006 году выделен в самостоятельный род.

## Описание
Общая длина представителей этого рода колеблется от 7 до 22 см. По строению похожи на представителей рода бурых лягушек. Отличаются от последних окраской: она не однотонная тусклая или тёмная, а объединяет серые, бурые или коричневые цвета с зеленоватым оттенком или со светлыми пятнами, преимущественно зелёного или оливкового цвета.

## Образ жизни
Встречаются в различных ландшафтах. Любят редколесья, кустарники, равнины, саванны. Много времени проводят в воде. Питаются водными беспозвоночными, мелкой рыбой, небольшими земноводными, птенцами.
Это яйцекладущие амфибии.

## Распространение
Естественный ареал рода включает в Северную, Центральную и Южную Америку.

## Классификация
На октябрь 2018 года в род включают 51 вид:
- Lithobates areolatus (Baird & Girard, 1852) — Гоферова лягушка
- Lithobates berlandieri (Baird, 1859) — Палевая лягушка
- Lithobates blairi (Mecham at al., 1973) — Степная лягушка
- Lithobates brownorum (Sanders, 1973) — Приморская лягушка
- Lithobates bwana (Hillis & de Sá, 1988)
- Lithobates capito (LeConte, 1855)
- Lithobates catesbeianus (Shaw, 1802) — Лягушка-бык, или лягушка-вол
- Lithobates chichicuahutla (Cuellar at al., 1996)
- Lithobates chiricahuensis (Platz & Mecham, 1979) — Лягушка Райтов
- Lithobates clamitans (Latreille at al., 1801) — Крикливая лягушка, или лягушка-крикунья
- Lithobates dunni Zweifel, 1957 — Лягушка Данна
- Lithobates fisheri (Stejneger, 1893) — Невадская лягушка
- Lithobates forreri (Boulenger, 1883) — Прибрежная лягушка
- Lithobates grylio (Stejneger, 1901) — Свиная лягушка
- Lithobates heckscheri (Wright, 1924) — Хриплая лягушка
- Lithobates johni (Blair, 1965)
- Lithobates juliani (Hillis & de Sá, 1988)
- Lithobates kauffeldi (Feinberg at al., 2014)
- Lithobates lenca (Luque-Montes et al., 2018)
- Lithobates macroglossa (Brocchi, 1877) — Гватемальская лягушка
- Lithobates maculatus (Brocchi, 1877) — Центрально-американская лягушка
- Lithobates magnaocularis (Frost & Bagnara, 1974)
- Lithobates megapoda (Taylor, 1942) — Большеногая лягушка
- Lithobates miadis (Barbour & Loveridge, 1929) — Никарагуанская лягушка
- Lithobates montezumae (Baird, 1854) — Лягушка Монтесумы
- Lithobates neovolcanicus (Hillis & Frost, 1985)
- Lithobates okaloosae (Moler, 1985)
- Lithobates omiltemanus (Günther, 1900)
- Lithobates onca (Cope in Yarrow, 1875) — Реликтовая лягушка
- Lithobates palmipes (Spix, 1824) — Южноамериканская лягушка
- Lithobates palustris (LeConte, 1825) — Ядовитая лягушка, или американская болотная лягушка
- Lithobates pipiens (Schreber, 1782) — Леопардовая лягушка
- Lithobates psilonota (Webb, 2001)
- Lithobates pueblae (Zweifel, 1955) — Мексиканская лягушка
- Lithobates pustulosus (Boulenger, 1883)
- Lithobates septentrionalis (Baird, 1854) — Норковая лягушка
- Lithobates sevosus (Goin & Netting, 1940)
- Lithobates sierramadrensis (Taylor, 1939)
- Lithobates spectabilis (Hillis & Frost, 1985)
- Lithobates sphenocephalus (Cope, 1886) — Южная леопардовая лягушка
- Lithobates sylvaticus (LeConte, 1825) — Лесная лягушка
- Lithobates tarahumarae (Boulenger, 1917) — Каньонная лягушка
- Lithobates taylori (Smith, 1959) — Лягушка Тейлора
- Lithobates tlaloci (Hillis & Frost, 1985)
- Lithobates vaillanti (Brocchi, 1877)
- Lithobates vibicarius (Cope, 1894)
- Lithobates virgatipes (Cope, 1891) — Лягушка-плотник
- Lithobates warszewitschii (Schmidt, 1857) — Лягушка Варшевича
- Lithobates yavapaiensis (Platz & Frost, 1984) — Низинная лягушка
- Lithobates zweifeli (Hillis, Frost & Webb, 1984) — Лягушка Звайфела